# Христо Даново
Хрѝсто Дàново е село в Южна България, община Карлово, област Пловдив.

## География
Село Христо Даново се намира на около 66 km север-северозападно от областния център град Пловдив, 19 km запад-северозападно от общинския център град Карлово и около 13 km изток-североизточно от град Клисура. Разположено е в южното подножие на Троянската планина – дял на Средна Стара планина. През Христо Даново тече малък приток на течащата западно от него река Каваклъ’ дере (Коджà дере), която югозападно от селото се слива с река Белята (Дамлъ’ дере) и като река Белята на юг се влива в река Стряма.
Южният планински склон и речната долина на запад определят преобладаващия югозападен наклон на терена в селото. Надморската височина в центъра на Христо Даново при църквата е около 586 m. Климатът е преходно-континентален; почвите в землището са предимно светлокафяви и канелени горски. Природните условия благоприятстват като поминък на населението отглеждането на етерично-маслодайни култури (лавандула и маслодайна роза), както и отглеждането на овце.
Общински път от Христо Даново на югоизток води до село Кърнаре и връзки в него с първокласния Подбалкански път и второкласния републикански път II-35 (Плевен – Ловеч – Троян – Кърнаре).
Гара (спирка) на минаващата южно от Христо Даново жп линия София – Карлово – Сливен – Варна има на около километър от селото по пътя към Кърнаре.
Землището на село Христо Даново граничи със землищата на: селата Чифлик и Бели Осъм на север; село Кърнаре на изток; селата Столетово и Слатина на юг; село Розино на запад.
Етническият състав на населението на село Христо Даново по численост и дял на етническите групи според преброяването през 2011 г. е:
| Етнически групи     | Численост | Дял (в %) |
| Общо                | 1581      | 100       |
| Българи             | 465       | 29,41     |
| Турци               | 225       | 14,23     |
| Цигани              | 824       | 52,12     |
| Други               | 0         | 0         |
| Не се самоопределят | 30        | 1,90      |
| Не отговорили       | 37        | 2,34      |

Към 15 март 2024 г. в село Христо Даново има регистрирани: 1807 души по постоянен адрес; 1732 души по настоящ адрес; 1614 души по постоянен и настоящ адрес в същото населено място.
Числеността на населението на село Христо Даново по данните от преброяванията от 1934 г. насам се променя както следва:
| \| Година на преброяване \| Численост \| \| --------------------- \| --------- \| \| 1934 \| 1089 \| \| 1946 \| 1157 \| \| 1956 \| 1273 \| \| 1965 \| 1414 \| \| 1975 \| 1525 \| \| 1985 \| 1463 \| \| 1992 \| 1444 \| \| 2001 \| 1545 \| \| 2011 \| 1581 \| \| 2021 \| 1727 \| |           |
| Година на преброяване | Численост |
| 1934 | 1089      |
| 1946 | 1157      |
| 1956 | 1273      |
| 1965 | 1414      |
| 1975 | 1525      |
| 1985 | 1463      |
| 1992 | 1444      |
| 2001 | 1545      |
| 2011 | 1581      |
| 2021 | 1727      |

## История
След Руско-турската война 1877 – 1878 г. по Берлинския договор 1878 г. село Христо Даново – тогава с име Текия, остава в Източна Румелия. Село Текия е присъединено към България след Съединението 1885 г. При преброяването на населението през 1893 г. село Текия, община Кара Сарлий (Столетово), околия Карлово, окръг Пловдив има 512 жители. Село Текия е преименувано на Христо Даново през 1934 г. Селото е носило турското име Текия (Текке) поради наличието на мюсюлманско теке с дервиши в границите му, от което е останала само джамията.
Непосредствено край селото на изток в местността Сараите (Сараето) има останки от антични и късноантични обществени и жилищни сгради и пътна станция Субрадице на римския път Филипопол (Пловдив) – Мелта (Ловеч), просъществувала през периода I – V век, около която е възникнало неукрепено селище. За охрана на станцията е построена около средата на II век укрепена кула (бург) с размери 28х28 m, а поради разрушаването ѝ е изграден в края на III век и втори бург. Там са разкрити и останки от еднокорабна църква от IV век.
Училище в селото има от 1887 г., когато Евтим Радославов, роден в град Сопот, човек интелигентен и образован, обзавежда в собствената си къща училищна стая и сам купува необходимите училищни помагала и пособия. Тогавашното Министерство на Народното Просвещение разрешава откриването на училище в този частен дом. Първият учител в него е Павли Кантимирев. Училищна сграда е построена през 1932 г. със собствени средства на населението. През учебната 2014 – 2015 г. в основно училище „Генерал Карцов“ се обучават и възпитават 232 деца от подготвителна група до осми клас, като от първи до пети клас е организирано целодневно обучение.
Читалище „Пробуда“ в селото е основано през 1927 г. по инициатива на учителя Калчо Хаджиминев. Читалищната сграда е общинска собственост, дадена за безвъзмездно ползване. През 2009 г. на законово основание към наименованието му е добавена годината на неговото първоначално създаване и то става „Пробуда-1927 г.“. В сградата се помещават и поща, кметство, пенсионерски клуб. Към читалището към 2023 г. има: Кукерски състав „Текия“; Група за изворен и обработен фолклор; Детски танцов състав – временен; Клубове „Природолюбители“, „Сръчни ръце“, „Историци“ – моя роден край, „Любознйко“.

## Религии
В Христо Даново се изповядват християнство и ислям. Населението живее в разбирателство и различията в религията не пречат на хората да празнуват заедно и едните и другите празници, да си помагат и уважават.

## Обществени институции
Село Христо Даново към 2025 г. е център на кметство Христо Даново.
В село Христо Даново към 2025 г. има:
- действащо читалище „Пробуда-1927 г. с. Христо Даново“;[23][20]
- действащо общинско основно училище „Генерал Карцов“;
- православна църква „Света Троица“;[24]
- протестантска църква;[25]
- джамия;[26]
- пощенска станция.[27]

## Забележителности
- В центъра на селото има паметник на българския книжовник Христо Груев Данов, който дарява множество книги на селото.
- На около 600 m северно от площада се намира паметникът на капитан Швейбутски, убит от османците по време на слизането от Троянския Балкан на частта на генерал Карцов, на когото е наречено местното училище. В близост има детска градина, както и игрище за деца.
- Село Христо Даново е в обхвата на защитената територия „Национален парк Централен Балкан“.[28]
- До западния край на селото се намира резерват „Чамджа“ с едно от последните съхранени находища на черен бор.[29]
- Северно от селото се намира пещерата Маазата.[30]
- От селото се стига до хижите „Козя стена“, „Ехо“, „Дерменка“, а по стария военен път се стига до петия по височина в България водопад – Сувчарско пръскало.
- Северозападно от селото има останки от стара римска крепост (от V – VI век, възстановявана през XI – XIV век).[4][31]

## Редовни събития
Всяка година на 3 март се чества Освобождението на България от османска власт, поднасят се цветя и венци на паметника на генерал Карцов, канят се различни танцови състави.
В края на месец юли се провежда и празникът на селото, отново с танцови състави, музика, гости.
От 2016 г. се провежда, традиционният празник „Джамали в Текията“, който се организира от кукерската група на селото. Той се организира в зависимост от годината или в края на февруари, или в средата на март. На него се канят различни кукерски, певчески и танцови групи.

## Личности
- Румен Родопски, народен певец

## Други
Основен поминък е отглеждането на животни, тютюн, лавандула и маслодайни рози. Част от хората работят в завода в село Кърнаре и в град Сопот, а част от младежите работят като кадрови войници в гр. Карлово.
- Нови къщи в Христо Даново
- Стара къща в Христо Даново
- Улица в Христо Даново
- Църквата „Света Троица" в Христо Даново, построена с активното съдействие на кмета към 2008 г. Недко Несторов.